# Weltspiele der Nomaden

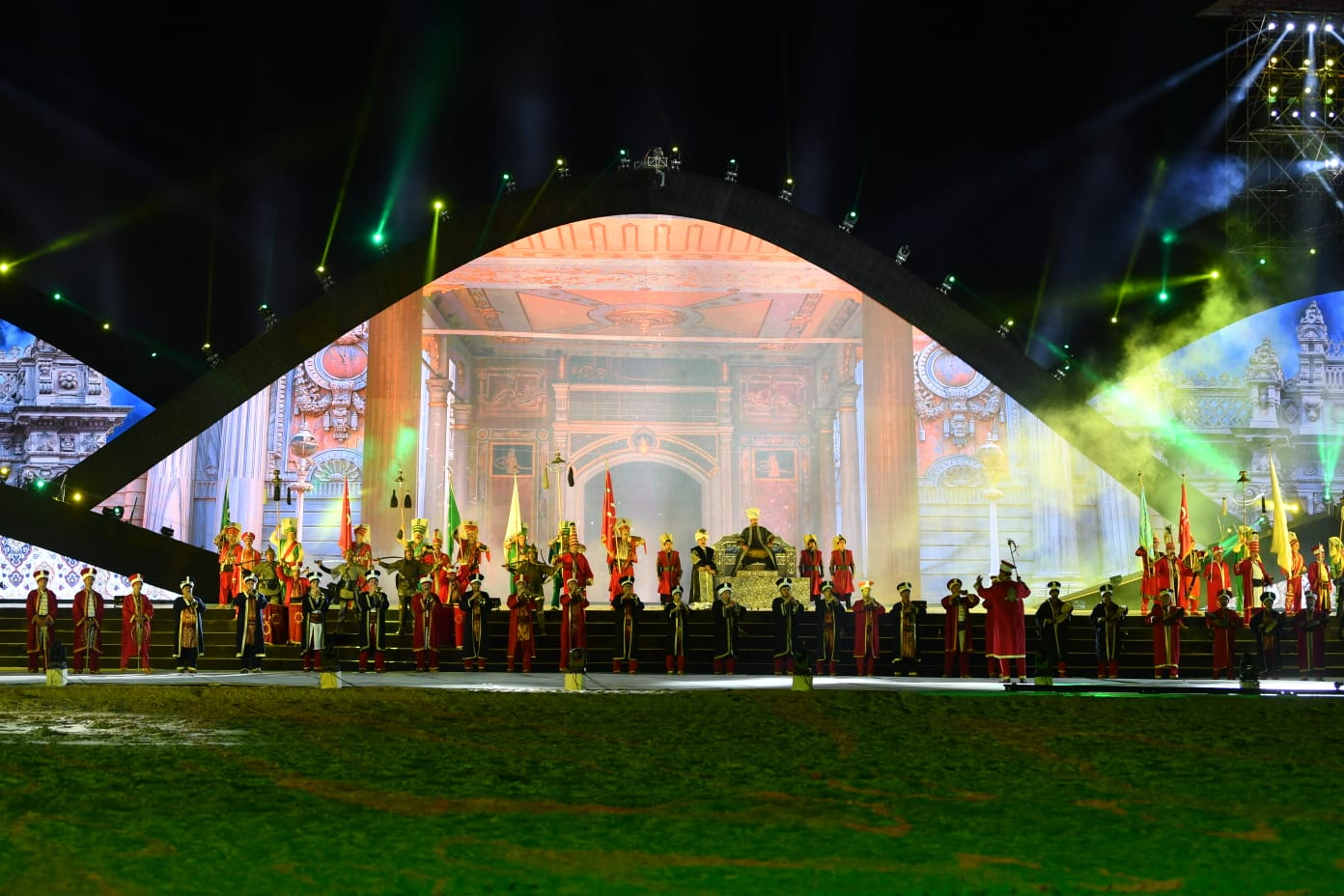
Eröffnungsfeier der Weltspiele der Nomaden 2022.

Die Weltspiele der Nomaden (Дүйнөлүк көчмөндөр оюндары Düinölük kötschmöndör ojundary) werden seit 2014 im zweijährigen Turnus abgehalten. Dabei veranstaltet man traditionelle „Sportarten“ der zentralasiatischen Steppenvölker.

## Hintergrund
Nach dem Zerfall der Sowjetunion waren die autokratisch regierten jungen zentralasiatischen Staaten daran interessiert, ein nationales Bewusstsein zu entwickeln. Dies geschah über die Rückbesinnung auf (vermeintliches) Kulturerbe, in Kirgisistan vor allem der Figur des Recken Manas. Die Kirgisen hatten von den zentralasiatischen Völkern am längsten eine stark nomadisierende Lebensweise beibehalten. Während die Usbeken schon unter den Khanen des 17. Jahrhunderts oft sesshaft waren, veränderten die Kirgisen ihre Lebensweise erst mit dem gesellschaftlichen Fortschritt des Sozialismus. Gerade die im Rahmen der Farbrevolution durch den Regierungswechsel in Kirgisistan 2010 an die Macht gekommenen Politiker, sahen die Notwendigkeit, ihren Anspruch durch nationalstaatliches Handeln zu festigen. Dazu dienten, anders als in Usbekistan oder Tadschikistan, wo es historische Ahnherren als Fixpunkte gibt, nomadische erfundene Traditionen (so wie von Eric Hobsbawm definiert) als Anknüpfungspunkt. Man schuf erfolgreich – panem et circenses – anfangs als rein kirgisische Innovation, die Weltspiele der Nomaden mit einem eigenen „Kolosseum“ in der kirgisischen Kernregion am Yssyk-Köl. Die ersten drei in Tscholpon-Ata (englisch: Cholpon-Ata) abgehaltenen Spiele verfolgten den politischen Zweck Kirgistan in der Welt bekannt zu machen. Seit 2018 versuchen auch die ungarischen, türkischen und aserbaidschanischen Spitzenpolitiker aus ihrem Erscheinen bei den Spielen politisches Kapital zu schlagen.
Die Veranstaltungen haben immer eine starke kulturelle Komponente. In den entsprechenden Ethnodörfern wird vorindustrielle Produktions- und Lebensweise beschönigend als „im Einklang mit der Natur“ präsentiert. Die in den kriegerischen „Sportarten“ noch sehr präsente Lebenswirklichkeit eines mörderischen Umgangs der zentralasiatischen nomadisierenden Stämme untereinander blendet man aus. Radikale Tierschützer und in westlichen akademischen Umfeld agierende Feministinnen haben die üblichen politisch-korrekten Kritikpunkte gegen die Spiele vorgebracht.
Zur aktiven Entwicklung des Volkssports in Kirgisistan finden in den dortigen Regionen jährlich kleine Nomadenspiele statt.
Die UNESCO hat einige der praktizierten Spiele als Teil des immateriellen Welterbes anerkannt, dazu 2021 die Veranstaltung der Nomaden-Weltspiele in das ”Register of Good Safeguarding Practices” aufgenommen.

## Geschichte
| Nr. | Jahr            | Land        | Austragungsort | Sportarten |
| --- | --------------- | ----------- | -------------- | ---------- |
| 1   | 9.–14.9.2014    | Kirgisistan | Tscholpon-Ata  | 10 + 4     |
| 2   | 3.–9.9.2016     | Kirgisistan | Tscholpon-Ata  | 23         |
| 3   | 2.–8.9.2018     | Kirgisistan | Tscholpon-Ata  | 37         |
| 4   | 29.9.–2.10.2022 | Türkei      | Iznik          | 13 + 11    |
| 5   | 8.–14.9.2024    | Kasachstan  | Astana         | 20         |
| 6   | 2026 (geplant)  | Usbekistan  | Usbekistan     | ???        |

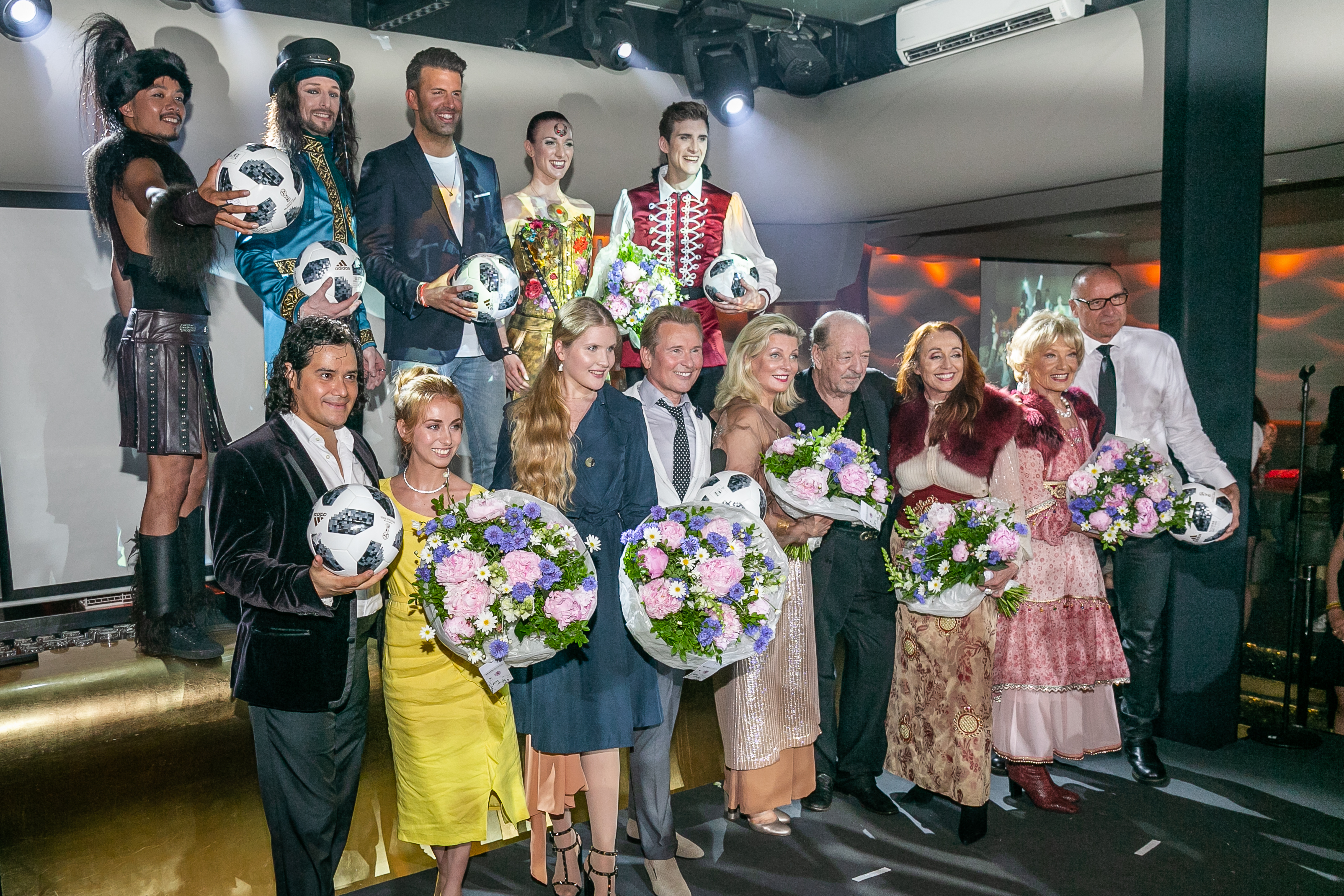
Zur Eröffnungsfeier 2018 trat auch die aus den 1970er-Jahren bekannte deutsche Band Dschinghis Khan auf.

Die ersten drei Weltspiele fanden in Tscholpon-Ata am Nordufer des Yssyk-Köl-Sees in Kirgisistan statt. Man baute hierfür sieben Kilometer östlich im Ortsteil Progress das Hippodrom, mit dem Gasprom Center (Спорткомплекс Газпром) nebenan. Ein weiterer Austragungsort war ein Tal, das zwischen den Dörfern Kodschojar und Semenowka (Семеновка) beginnt und nach 21 km im jetzigen „Ethnodorf“ Kyrtschyn (Кырчын Жайлоосу) auf 2010 Metern Höhe endet.
Bei der ersten Veranstaltung 2014 traten etwa 300 Teilnehmer aus 18 Nationen in elf Wettbewerben an. In Kyrtschyn hatte man zweihundert Jurten aufgebaut. In den zehn Sportarten wurden 166 Medaillen verteilt.
Im Jahre 2016 erhöhte man auf 23 verschiedene Wettkämpfe. Es kamen 1200 Athleten aus 40 Ländern. 17 Länder beteiligten sich an der kulturellen Präsentation. Dabei waren auch Österreich, Guatemala, Estland und Rhodesien vertreten. Zur Eröffnung trat Steven Seagal auf.
Man erweiterte 2018 die Definitionen der Sportarten nach denen der türkisch dominierten World Ethnosport Confederation, so dass dann bei 37 Wettbewerben 1976 Teilnehmer und 230 Pferde aus 82 Ländern kamen. Hiervon waren 771 im sportlichen Teil (583 Athleten, 188 Trainer; 74 Länder) aktiv, der Rest wirkte im Kulturprogramm mit, darunter auch einige Bayern in Lederhosen. Hierzu gehörten auch Mannschaften einzelner russischer Föderationssubjekte wie Baschkortostan und Tatarstan, aber auch Antigua and Barbuda, das nicht wegen seiner nomadischen Tradition bekannt ist, sondern ein Team zum Owarespielen schickte. Selbst die USA waren mit einem Kok-Boru-Team vertreten (wie auch 2022). Zu den neuen Sportarten gehörte das mongolische Ringen, das persische Pahlavani, Sambo und Armdrücken. Geplant, aber abgesagt wurde das osmanische Cirit, ein Mannschaftsreiterspiel mit Speeren. Ein paar Schotten in Röcken durften das Baumstammwerfen vorführen.

Insgesamt wurden 594 Medaillen vergeben, davon 174 Gold-, 173 Silber- und 247 Bronzemedaillen. Es wurden gut 340.000 Euro Preisgelder ausgeschüttet, was umgerechnet 26,6 Mio. Kirgisischer Som betrug. Das Siegerteam im Kok-Boru teilte sich 75.000 Euro, die Zweiten bekamen noch die Hälfte und die Drittplatzierten 12.500 Euro.
Der für 2020 geplante Wettbewerb in Baku wurde wegen der COVID-19-Pandemie verschoben, da viele Regierungen Ausgangssperren gegen ihre Bevölkerungen verhängten und Anreisen der Teilnehmer nicht möglich waren. Das auf drei Tage und 23 Sportarten, davon nur 13 mit Medaillen, abgespeckte Programm im türkischen İznik (dem früheren Nicäa) zeichnete sich dann 2022 durch schlechte Organisation, Unpünktlichkeit und übermäßige Sicherheitskontrollen aus.

Zur Eröffnung erschienen die Präsidenten der Türkei und Nordzyperns. Es wurde eine Choreographie mit den Themen „Kosmos, Universum,“ „Türken und das Pferd,“ „Nomadenspiele,“ „Berühmte Persönlichkeiten der türkischen Welt,“ „türkische Geschichte“ und „türkische Welt“ aufgeführt. Der Eintritt war frei.
In Astana nutzt man 2024 für die rund 3000–4000 Teilnehmer zum einen das Kazanat-Hippodrom, zum anderen die Astana Arena und den Eispalast Alau. Zur Unterbringung werden 500 Jurten aufgestellt. Die Ausrichter erwarten 100.000 Besucher und veranschlagen etwa 16,5 Millionen Euro Kosten. Auch hier gibt es freien Eintritt.

## Sportarten
Die bei der ersten Veranstaltung eingeführten Wettkämpfe sind unten mit ⓵ markiert. Das Programm wurde zunehmend ausgeweitet, hier sind Veranstaltungen zu den fünften Weltspielen aufgeführt. Inzwischen nehmen auch Amateur-Sumoringer teil. Das Programm während der fünften Spiele umfasst wieder die drei Themenfelder Sport, Kultur und Wissenschaft. Der wissenschaftliche Teil 2018 war die Konferenz “Folk Games and Related Customs in the Altai World.” 2024 kommt eine Tagung zur Geschichte und Kultur der Nomaden und ein kleines Filmfestival. Das kulturelle Programm deckte die Eröffnungsfeier im Hippodrom und ein „Ethno-Dorf“ während der Spiele ab.
Für die Athleten sind Medaillen zu gewinnen. Dazu kommen Preisgelder, 2016 z. B. insgesamt 28,4 Millionen Som (damals € 390.000).
Kusbegilik sind Jagden mit Greifvögeln: Burkit (= burkut) mit Adlern, Karshyga mit einem Habicht und Itelgi (Ителгі) mit einem Falken. Die Vögel müssen innerhalb von drei Minuten künstliche Beute, die an einer Schnur gezogen wird fangen (tschyrga) oder beim undek auf Kommando auf einer Strecke von 200 Metern greifen (bei Adlern 300 Meter).
Als Mannschaftssport mit fünf Falknern und einem Kapitän betreibt man Dalba oinotuu. Hierbei zählt wie viele Attrappen ein Vogel innerhalb einer bestimmten Zeit, meist drei Minuten, angreift.
 Salburun (Салбурун) – ist auch eine Kombinationsjagd mit Pfeil und Bogen, Hunden und Greifvögeln.
Taigan scharysch ist eine Art Windhundrennen. Jedoch wird hier ein Fuchspelz in vollem Galopp über 350 Meter vor der 5-köpfigen Meute hergezogen.
Die wichtigsten und beeindruckendsten Wettbewerbe sind und waren die zu Pferde (Ат чабыш At tschabysch):
- das „Ziegenpolo“ Kök Böru (= kokpar) ist in Europa bekannter als Buzkaschi.[9] Die Kampfbahn ist 220 × 70 Meter groß. Das Ziel, in das die Ziege(nimitation), die 30–33 kg wiegt, gebracht werden soll, hat einen Durchmesser von drei Metern. Eine Mannschaft besteht aus zwölf Reitern, drei Stallburschen und je einem Kapitän und Trainer. ⓵
- Mannschafts-Pferderennen Beige (russisch Бәйге, usbek.: poyga) gehen normalerweise querfeldein, hier jedoch im Stadion treten ohne Sattel Reiter mit einem Mindestalter von acht Jahren [2016: mindestens 12jährige] an:
  - Kunan … über 11 km, zweijährige Pferde. ⓵
  - Alaman … über 25 km, Pferde mindestens drei Jahre. Diese Art von Rennen ist ausschließlich auf die Ausdauer des Pferdes ausgelegt. Daher dürfen bei der Durchführung von Alaman Beige reinrassige Pferde wertvoller Rassen nicht teilnehmen. ⓵
  - Top … über 18 km, Pferde mindestens drei Jahre.
  - Bei den Spielen 2016 gab es Rennen über 80 km für mindestens vierjährige Pferde und volljährige Reiter, sowie Rennen für 12-Jährige in Zweierteams, die auf dreijährigen Pferden 22 km ritten.
- Sorgo salysh (= Zhorga Zharys) ist ein neun Kilometer langes Rennen [2016: 11 km], bei dem das Pferd gleichen Trott (Passgang) rechts und links einhalten muss. Mehr als vier Fehler führen zur Disqualifizierung. ⓵
- Pferderennen mit Vollblütern über 1600, 2400 sowie 3200 Meter.
- Tenge ilu (= tyjyn enmei) wird auf einem Rennplatz 150 × 20 m abgehalten. Ein Reiter muss aus vollem Galopp sich aus dem Sattel hängen und eine Münze in einem Säckchen von einem Sandhäufchen am Boden aufnehmen. Dabei gelten Zeitlimits abhängig vom Alter. Hört das Pferd auf zu galoppieren oder stoppt, bedeutet das Disqualifizierung. Stürzt ein Reiter, muss er wieder aufsitzen und zum Ende reiten, um an der nächsten Runde teilnehmen zu dürfen. Es gibt die Varianten Bes beles, kos kulash und zheti kut. Diese unterscheiden sich in der Anzahl der ausgelegten Ziele und ihrer Abstände.
- „Jag das Mädchen.“ Ein männlicher Reiter muss seine reitende Angebetete auf dem Pferd einholen, um ihr einen Kuss oder eine Berührung abzujagen. Gelingt ihm das nicht, kann sie in Gegenrichtung ihm mit der Gerte eins überziehen.

Zu den Leibesübungen gehören:
- „Starke Männer,“ die mindestens 90 Kilo wiegen, müssen: einen hundert Kilo schweren Stein zehn Meter weit tragen, mit einem 100 kg-Sack aus der Hocke, dasselbe mit einem 130 kg schweren Holz, einen zehn Kilo schweren Speer zehn Meter auf ein Ziel werfen sowie einen 200 kg schweren Karren zehn Meter weit ziehen.
- „Tauziehen,“ wobei es Gewichtsklassen für jedes gemeinsam zu wiegende Achter-Team gibt.
- Armdrücken.

Ringen

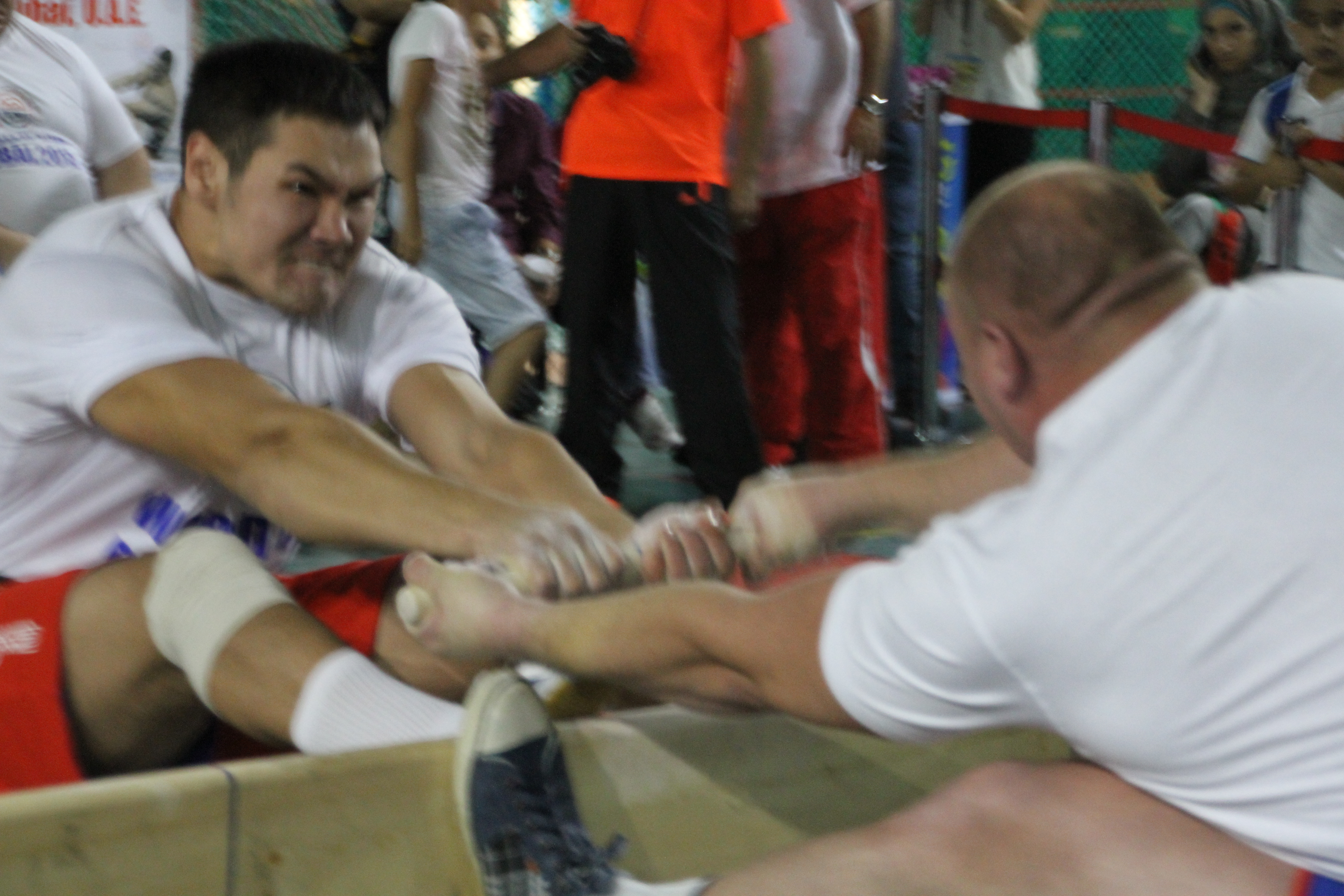
Mas-Wrestling.

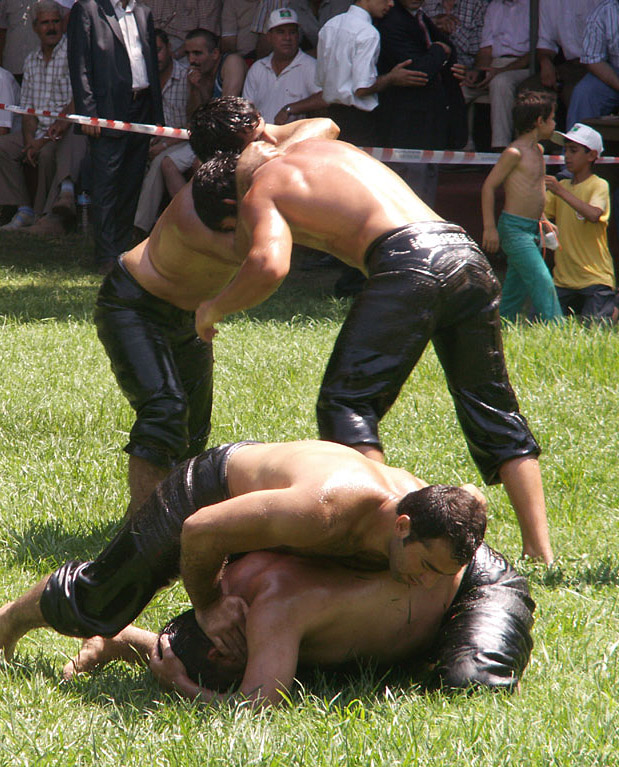
Türkisches Ölringen.

Für die dritten Spiele wurde die Anzahl der Ring-Wettbewerbe stark erhöht. Dabei handelt es sich um Varianten des Gürtelringens.
- Aba-Ringen (Ashyrtmaly Aba Gureshi) ist die türkische Version, wobei traditionell auf einer Wiese gekämpft wird.
- Alysh, ist die kirgisische Variante des Gürtelringens. Meist liegen die Köpfe der Kontrahenten auf der Schulter des Gegners, während die Beinarbeit wichtig ist. ⓵
- Sumo
- Kurash (= kyrgyz kuresh) eine Art Judo mit nacktem Oberkörper, wobei nur stehend gekämpft werden darf. Der Gegner ist über die Schulter zu werfen, ohne dass der Gürtel losgelassen wird. Es gibt Gewichtsklassen, die Feldgrößen sind 14–16 Meter im Quadrat. Bei Frauen dauert eine Runde drei Minuten, bei Männern fünf. ⓵

Ähnlich ist Qazaq Kuresi, wobei nicht an die Beine gegriffen werden darf; hierbei dauert die Frauenrunde aber 4 Minuten. Das Feld ist 12 Meter im Quadrat. ⓵
- Mas-Wrestling, ein von sibirischen Völkern stammender Sport. Auf Anweisung des Kampfrichters greifen die Wettkämpfer mit ihren Handflächen einen 50 Zentimeter langen Stock und ziehen beide daran. Quetschen oder Stoßen sind während des Wettkampfs nicht zulässig, das Berühren der Hand des Gegners ist ebenfalls verboten. Der Athlet, der den Stock zu seiner Seite zieht, setzt den Kampf fort, bis sein Gegner den Stock loslässt. Gewinner ist auch, wer den Körper seines Gegners auf seine Seite zieht. Darüber hinaus gilt das Spiel als gewonnen, wenn die Füße des Gegners das Stützbrett verlassen, das zwischen beiden am Boden ist. Es gibt Gewichtsklassen. Um zu siegen, muss ein Wettbewerber zwei Runden gewinnen.[11]
- Ssireum (씨름) koreanisches Ringen auf Sand. Die Kämpfer sind barfuß.
- „Ringen zu Pferde“ (audaryspak oder aig enish bzw. Эр эңиш) nur für Männer, mit nacktem Oberkörper. Gekämpft wird innerhalb eines Kreises mit 15 Metern Durchmesser. Eine Mannschaft hat drei Reiter und einen Trainer. ⓵

Bogenschießen
Dabei müssen traditionelle Kleidungsstücke getragen werden.
- Bogenschießen über Entfernungen im Gehen. Hierbei gehören zu einer Mannschaft zehn Männer und drei Frauen; Mindestalter 16.

 Bogenschießen vom galoppierenden Pferd. Geritten wird auf einer 100 Meter langen, drei Meter breiten Bahn.
- traditionell kasachisch, auf’s jamba – 30 Meter. Einzel- und Mannschaftswettbewerbe (5 Schützen, ein Trainer).[12]
- Gungdo (궁도), traditionell koreanisch
- Kalkan, 50 m für Frauen, 60 m für Männer.
- türkisch (türkisch Türk okçuluğu), auf’s puta – 70 Meter

Geschicklichkeitsspiele sind:
- Ordo ein Mannschaftsspiel (je 8) bei dem innerhalb eines Kreises mit zwölf Metern Durchmesser Schafsknöchel auf Ziele (alchiks) geworfen werden müssen, die einen „Khan“ schützen. Spieldauer zwei Stunden.[13]
- Asyk Atu[14]
- das Brettspiel Mancala,
  - in Kasachstan bekannt in seiner Variante Togyz kumalak[15][16] (Тогуз коргоол togus korgool). ⓵
- das westafrikanische Brettspiel Oware. Pro Spiel maximal zwanzig Minuten. Die Mannschaft mit sieben Siegen gewinnt.

### Demonstrationen
Nicht als Wettkampf, sondern nur zur Demonstration zu sehen gab es 2014: Zorhana eine in Aserbaidschan und Iran übliche Art des Ringens, Cirit, das koreanische Tackkyon (Taekwondo) sowie türkisches Öl-Ringen (yağlı güreş).
Mehrere Sportarten, bei denen es bei den zweiten und dritten Spielen Wettkämpfe gegeben hatte, wurden 2022 bei den vierten nur vorgeführt, u. a.: Toguz Korgool, audaryspak, Tenge ilu, Patho, mongolischer und kirgisischer Ringkampf sowie Gules.